# Lüdersdorf (Bebra)
Lüdersdorf ist ein Ortsteil der Stadt Bebra im osthessischen Landkreis Hersfeld-Rotenburg.

## Geographische Lage

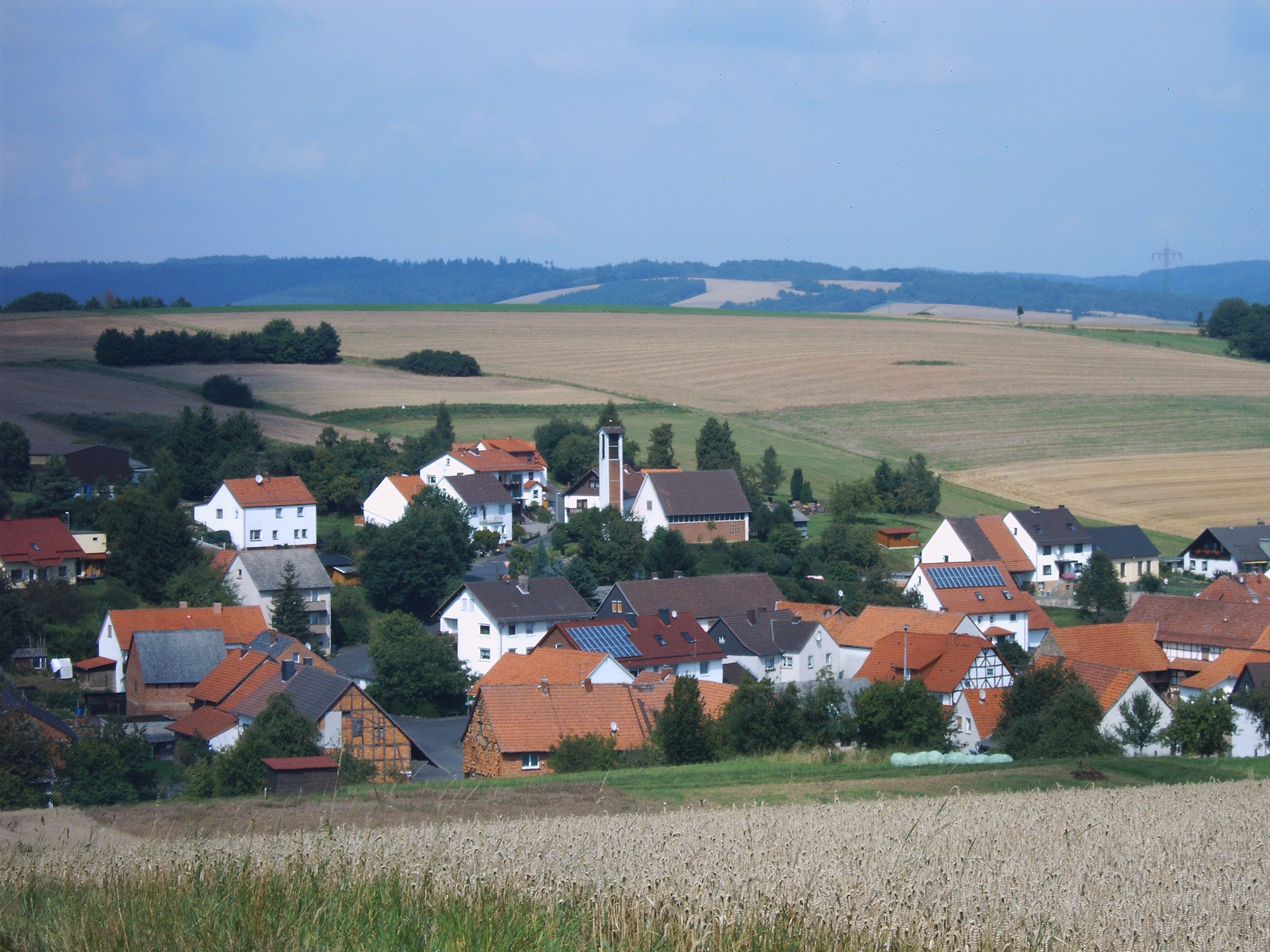
Lüdersdorf aus Sicht der Thonstrauchhütte

Der Stadtteil Lüdersdorf liegt südwestlich der Kernstadt Bebra in einem Nebental der Fulda. Die Ausläufer des Knüllgebirges und der Lüdersdorfer Forst im Westen bilden eine natürliche Grenze zur Nachbargemeinde Ludwigsau. Weiterhin wird der Ort im Norden durch den Rotenburger Ortsteil Dickenrück und im Osten durch Breitenbach begrenzt. Durch den Ort führt die Kreisstraße 60.
Der kleine Bach, der durch den Ort fließt und östlich im Lüdersdorfer Forst entspringt, mündet hinter Breitenbach in die Fulda.

## Geschichte

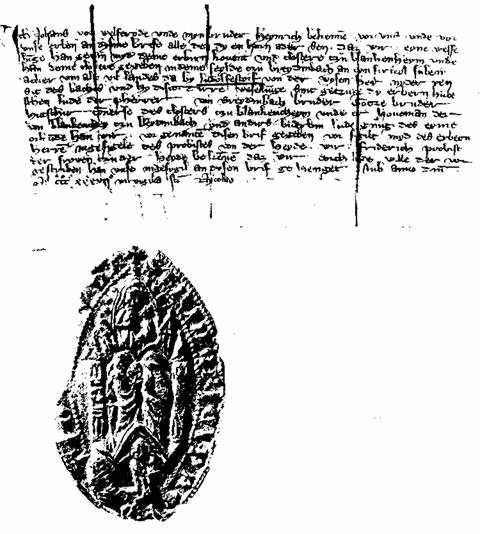
Ersterwähnung Lüdersdorfs aus dem Jahr 1337

### Von den Anfängen bis zum Dreißigjähriger Krieg
Erstmals schriftlich genannt wurde das Dorf in einer Urkunde der Propstei Blankenheim vom 5. Dezember 1337 als Ludolfestorf in einem Tauschgeschäft der Brüder Johannes und Heinrich von Weiferode mit dem Kloster Blankenheim um sieben Acker Land bei Breitenbach. Es ist anzunehmen, dass der Ort schon vor 1337 bestand. Gemessen an der späteren Entwicklung hatte der Ort zu diesem Zeitpunkt etwa sechs bis acht Wohnhäuser.
Der Chronik zum 650-jährigen Bestehen des Ortes zufolge, die unter Mithilfe des Staatsarchivs in Marburg entstand gibt es zwei mögliche Namensursprünge,
- der Gründer des Dorfes hieß vermutlich Ludolf also Ludolfes Dorf. Ein entsprechendes Adelsgeschlecht findet sich mit den Liudolfingern und ihrem Stammvater Graf Liudolf, dessen Sohn Otto I. Laienabt der Abtei Hersfeld war.[4][5] Bis zum 14. Jahrhundert gehörte die Region um das Fuldaknie (heutiges Stadtgebiet Bebra) zum Einflussgebiet der Reichsabtei Hersfeld.
- alternativ dazu, könnte der Ort auch nach den Ludowingern benannt worden sein, die im benachbarten Rotenburg die Burg Rodenberg errichteten.

Durch die Geltung des Nachbarorts Blankenheim als Kloster der Abtei Hersfeld wurde Lüdersdorf, das damalige Lutolfesdorf, noch im 14. Jahrhundert weitere Male im Schriftverkehr genannt. Die heute noch gebräuchlichen Flurnamen Streitsgraben, Herrenwiese, auch Herrenteich und Lampersgraben, rühren aus der Zeit um 1525, als Landgraf Philipp I. gegen Hersfeld zog. Der Streitsgraben bezieht sich möglicherweise auf ein Scharmützel der gegnerischen Parteien.
1538 wurde der Ort in einem Salbuch von Rotenburg erstmals Leudersdorff genannt:

„Leudersdorff
Daß Dorff ist mit aller Obrigkeit, Gericht, Gebott, Verbot!, Dienst und Schopftryfft unserem g. f. und Herrn zustendigk.

Dießes Dorff Ingesessen brauch thun keinen Dienst, denn waß die Jadt belanget, darzu mußen sie faren, Hecken hauen, was an Wilpret gefangen must gegen Rottenbergk füren und was man sie heißet thun.“

„Leudersdorff
Das Dorf ist mit aller Obrigkeit, Gericht, Gebot, Verbot, Dienst und Schaftritt unserem gnädigsten Fürten und Herrn Untertan.

Dieses Dorf Eingesessen brauchen keinen Dienst tun, denn was die Jagd belangt, dazu müssen sie fahren, Hecken hauen, was an Wild gefangen wird, muss nach Rotenburg abgeführt werden und was man ihnen sonst noch befiehlt.“

Zu dieser Zeit bestand der Ort aus 16 Wohnhäusern. Ebenso wird der Ort im Ortssteuerbuch des Landgrafen Philipp II. aus dem Jahr 1585 als Leudersdorff bezeichnet und mit 20 Haushalten angegeben. In der Lüdersdorfer Gemarkung hatten zudem die Herren von Riedesel, die Dörnbergischen Junker und die von Baumbach Ländereien. Die Riedesel hatten dem Rotenburger Salbuch von 1627 zufolge neben Ländereien auch einen Hof im Dorf.

### Dreißigjähriger Krieg und Folgejahrhunderte
Im Dreißigjährigen Krieg wurde Lüdersdorf, wie viele Orte der Umgebung, vollständig zerstört. Durch Überfälle der Breitenbacher und Blankenheimer auf Kolonnen kaiserlicher Truppen wurde der Zorn Tillys erregt und zeitweise war die Gegend auch von den Truppen Tillys besetzt. Bei einer Bestandsaufnahme aus dem Jahr 1639 zählten Amtsleute der Regierung in Kassel noch drei Lüdersdorfer Männer, die eine Kuh besaßen. Zudem war keines der umliegenden Felder bestellt. Noch im Jahr 1627 hatte der Ort 17 Einwohner gezählt. Gegen Ende des Dreißigjährigen Krieges blieb der Ort vor weiteren Kriegshandlungen verschont. Ende 1657 wurden im Dorf sieben Haushalte mit 37 Einwohnern festgestellt. Da durch den Krieg die Kirche des Ortes zerstört worden war, mussten kirchliche Feste für viele Jahre in Breitenbach begangen werden.

Typisches Fachwerkhaus einer Bauernfamilie in Lüdersdorf

Ein Großteil der noch heute erhaltenen Fachwerkhäuser wurde Anfang des 18. Jahrhunderts erbaut. Das Gebäude der heute bewirtschafteten Dorfkneipe stammt beispielsweise aus dem Jahr 1716. Die bis 1860 genutzte Gaststätte neben dem Gebäude stammt aus dem Jahr 1717. Schließlich wurde der Ort im 18. Jahrhundert in den Archiven des Hessischen Staatsarchivs in Marburg und den Kirchenbüchern aus Breitenbach als Liedersdorf bezeichnet. 1747 hatte der Ort 20 Haushalte und 26 Wohnhäuser und damit etwa die gleiche Anzahl wie vor dem Dreißigjährigen Krieg, 1585.
Am Ende des 19. Jahrhunderts wurde eine umfangreiche Flurbereinigung der umliegenden Ländereien durchgeführt. In der Folge konnte die Anzahl der Grundstücke der größten Landbesitzer von mehreren hundert auf weniger als zehn je Besitzer reduziert werden. Vorher war es notwendig, mehrere kleine Parzellen zu bewirtschaften, die oftmals durch kleine Landstreifen voneinander getrennt waren.
1890 bewirtschaftete der Kaufmann Johannes Scheuch ein Kolonialwarengeschäft. Zudem gab es zwischen 1851 und 1900 zwei Schmieden, eine Wagnerei, einen Schuhmacher, einen Schneider, einen Müller, einen Zimmermeister, einen Töpfer, der zugleich Ziegler war, einen Maurermeister und einen Schreiner in dem kleinen Ort.

### 20. Jahrhundert bis heute

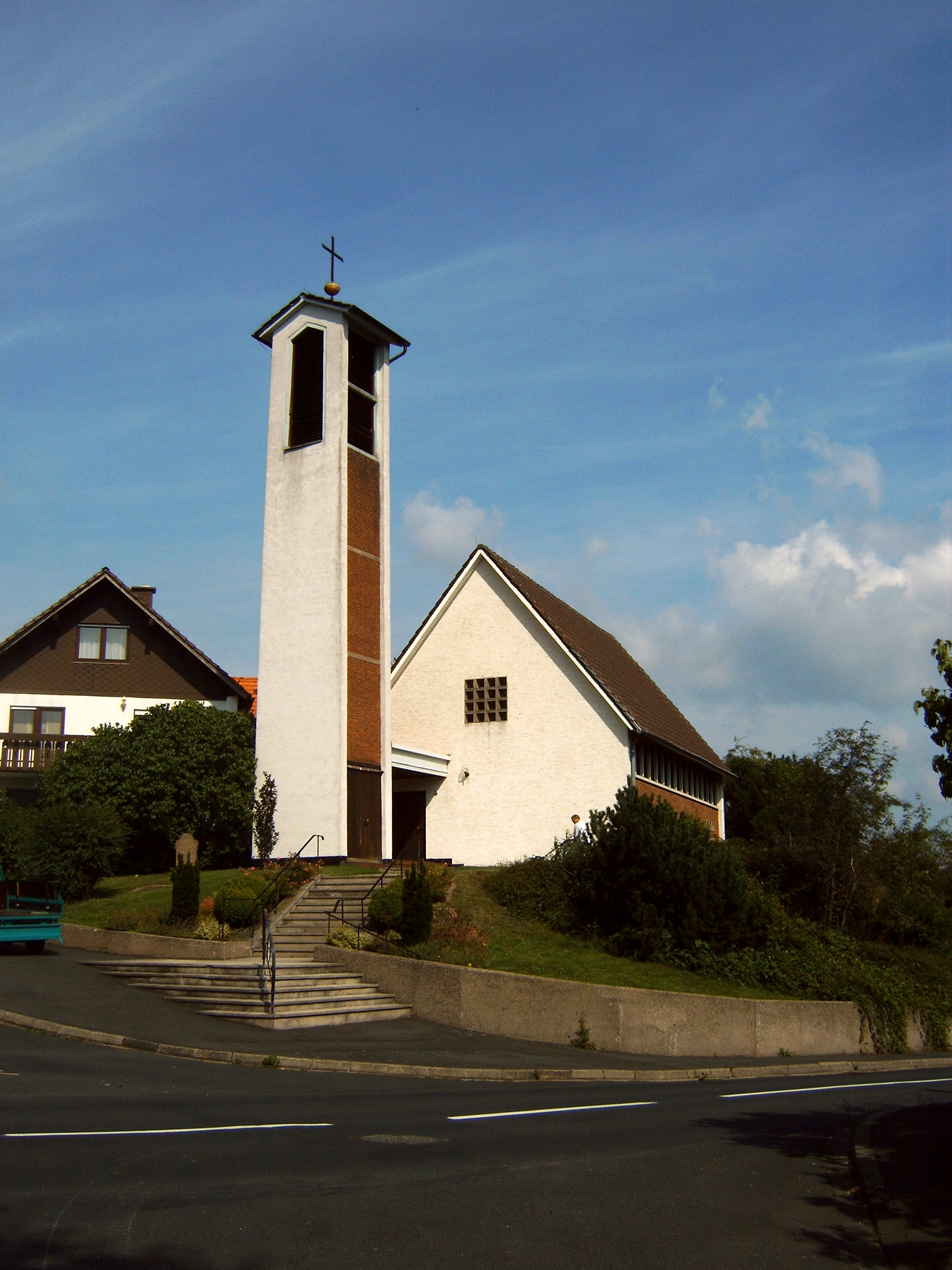
Kirchenneubau von 1959

Anfang des 20. Jahrhunderts wurden in Lüdersdorf Feste wie die Kirmes auf dem Dorfplatz veranstaltet. Anschließend wurden die umliegenden Bauernhäuser im jährlichen Wechsel als Einkehr für die Kirmesgesellschaft genutzt. 1911 wurde die Gaststätte um einen Saal erweitert, in dem nun Feste veranstaltet werden konnten. Im gleichen Jahr wurde eine gemeinsame Wasserversorgung zwischen Breitenbach und Lüdersdorf errichtet, die von den jeweils ortseigenen Quellen gespeist wurden. Die Brunnen des Ortes wurden in der Folge zugeschüttet. 1922 wurden die ersten Haushalte mit Elektrizität versorgt. 1939 hatte das Dorf 165 Einwohner.
Am 1. April 1945 rückten amerikanische Truppen vom Ludwigsauer Besengrund durch den Lüdersdorfer Forst heran. Zuvor hatte sich die Breitenbächer Bevölkerung, in der Annahme die Amerikaner kämen über Blankenheim, in Lüdersdorf in Sicherheit gebracht. Beim Einmarsch von Westen her, gab es Todesopfer zu beklagen. Während und nach den Kriegswirren siedelten sich zahlreiche Heimatvertriebene im Ort an, von denen etwa fünf Familien im Ort verblieben.
Nach Ende des Zweiten Weltkrieges wurden zahlreiche Fachwerkhäuser abgerissen und stattdessen moderne Häuser errichtet. Der Kirchenneubau wurde im Jahr 1959 abgeschlossen. Bis ins Jahr 1970 hatte Lüdersdorf keine Durchgangsstraße nach Rotenburg. Der einzige Weg von und nach Bebra war der über Breitenbach. Der Bau der Kreisstraße 60 durch den Ort machte das Dorf von der Sackgasse zur Durchgangsstation.
Die im Kern des heutigen Ortsbilds erbaute Lüdertalhalle, wurde 1975/76 unter Mithilfe einheimischer und auswärtiger Bürger errichtet. Es handelt sich hierbei jedoch nicht um die einzige Eigenleistung der Lüdersdorfer Bürger. Direkt neben der Lüdertalhalle wurde beispielsweise in den 1990er Jahren ein neues Feuerwehrhaus errichtet.
Im Jahr 2010 wurde Lüdersdorf beim HR-Wettbewerb „Dolles Dorf“ gezogen und hatte somit die Gelegenheit einem Filmteam des hessischen Rundfunks das Dorf und seine Bewohner zu präsentieren. Beim anschließenden Telefon Ted konnte Lüdersdorf den zweiten Platz der Woche belegen. Da nur der Gruppensieger in die nächste Runde kam, war dies das Ende für die „Dolle Dorf“ Bewerbung von Lüdersdorf.
Hessische Gebietsreform (1970–1977)
Im Zuge der Gebietsreform in Hessen wurde die bis dahin selbständige Gemeinde Lüdersdorf zum 31. Dezember 1971 zusammen mit weiteren Gemeinden auf freiwilliger Basis in die Stadt Bebra eingegliedert. Für Lüdersdorf und die weiteren nach Bebra eingegliederten Gemeinden wurde je ein Ortsbezirk gebildet.

### Verwaltungsgeschichte im Überblick
Die folgende Liste zeigt die Staaten und Verwaltungseinheiten, denen Lüdersdorf angehört(e):
- vor 1567: Heiliges Römisches Reich, Landgrafschaft Hessen, Amt Rotenburg
- ab 1567: Heiliges Römisches Reich, Landgrafschaft Hessen-Kassel, Amt Rotenburg
  - 1627–1834: Landgrafschaft Hessen-Rotenburg (sogenannte Rotenburger Quart), teilsouveränes Fürstentum unter reichsrechtlicher Oberhoheit der Landgrafschaft Hessen-Kassel bzw. des Kurfürstentums Hessen
- ab 1806: Landgrafschaft Hessen-Kassel, Rotenburger Quart, Amt Rotenburg
- 1807–1813: Königreich Westphalen, Departement der Werra, Distrikt Hersfeld, Kanton Bebra
- ab 1815:  Kurfürstentum Hessen, Rotenburger Quart, Amt Rotenburg[10]
- ab 1821/22: Kurfürstentum Hessen, Provinz Niederhessen, Kreis Rotenburg[11][Anm. 2]
- ab 1848: Kurfürstentum Hessen, Bezirk Hersfeld
- ab 1851: Kurfürstentum Hessen, Provinz Niederhessen, Kreis Rotenburg
- ab 1867: Königreich Preußen, Provinz Hessen-Nassau, Regierungsbezirk Kassel, Kreis Rotenburg
- ab 1871: Deutsches Reich, Königreich Preußen, Provinz Hessen-Nassau, Regierungsbezirk Kassel, Kreis Rotenburg
- ab 1918: Deutsches Reich, Freistaat Preußen, Provinz Hessen-Nassau, Regierungsbezirk Kassel, Kreis Rotenburg
- ab 1944: Deutsches Reich, Freistaat Preußen, Provinz Kurhessen, Landkreis Rotenburg
- ab 1945: Amerikanische Besatzungszone, Groß-Hessen, Regierungsbezirk Kassel, Landkreis Rotenburg
- ab 1946: Amerikanische Besatzungszone, Hessen, Regierungsbezirk Kassel, Landkreis Rotenburg
- ab 1949: Bundesrepublik Deutschland, Hessen, Regierungsbezirk Kassel, Landkreis Rotenburg
- ab 1972: Bundesrepublik Deutschland, Hessen, Regierungsbezirk Kassel, Landkreis Hersfeld-Rotenburg, Stadt Bebra[Anm. 3]

## Bevölkerung

### Einwohnerstruktur 2011
Nach den Erhebungen des Zensus 2011 lebten am Stichtag dem 9. Mai 2011 in Lüdersdorf 189 Einwohner. Darunter waren 3 (1,6 %) Ausländer.
Nach dem Lebensalter waren 36 Einwohner unter 18 Jahren, 87 zwischen 18 und 49, 30 zwischen 50 und 64 und 33 Einwohner waren älter. Die Einwohner lebten in 72 Haushalten. Davon waren 18 Singlehaushalte, 21 Paare ohne Kinder und 27 Paare mit Kindern, sowie 6 Alleinerziehende und keine Wohngemeinschaften. In 12 Haushalten lebten ausschließlich Senioren und in 45 Haushaltungen lebten keine Senioren.

### Einwohnerentwicklung
| Lüdersdorf: Einwohnerzahlen von 1834 bis 2018 | Lüdersdorf: Einwohnerzahlen von 1834 bis 2018 | Lüdersdorf: Einwohnerzahlen von 1834 bis 2018 | Lüdersdorf: Einwohnerzahlen von 1834 bis 2018 | Lüdersdorf: Einwohnerzahlen von 1834 bis 2018 |
| --- | --------------------------------------------- | --------------------------------------------- | --------------------------------------------- | --------------------------------------------- |
| Jahr |                                               |                                               |                                               | Einwohner                                     |
| 1834 | 1834                                          |                                               | 197                                           | 197                                           |
| 1840 | 1840                                          |                                               | 202                                           | 202                                           |
| 1846 | 1846                                          |                                               | 195                                           | 195                                           |
| 1852 | 1852                                          |                                               | 191                                           | 191                                           |
| 1858 | 1858                                          |                                               | 179                                           | 179                                           |
| 1864 | 1864                                          |                                               | 175                                           | 175                                           |
| 1871 | 1871                                          |                                               | 158                                           | 158                                           |
| 1875 | 1875                                          |                                               | 157                                           | 157                                           |
| 1885 | 1885                                          |                                               | 154                                           | 154                                           |
| 1895 | 1895                                          |                                               | 157                                           | 157                                           |
| 1905 | 1905                                          |                                               | 175                                           | 175                                           |
| 1910 | 1910                                          |                                               | 175                                           | 175                                           |
| 1925 | 1925                                          |                                               | 147                                           | 147                                           |
| 1939 | 1939                                          |                                               | 165                                           | 165                                           |
| 1946 | 1946                                          |                                               | 237                                           | 237                                           |
| 1950 | 1950                                          |                                               | 227                                           | 227                                           |
| 1956 | 1956                                          |                                               | 200                                           | 200                                           |
| 1961 | 1961                                          |                                               | 179                                           | 179                                           |
| 1967 | 1967                                          |                                               | 202                                           | 202                                           |
| 1970 | 1970                                          |                                               | 207                                           | 207                                           |
| 1980 | 1980                                          |                                               | ?                                             | ?                                             |
| 1990 | 1990                                          |                                               | ?                                             | ?                                             |
| 2000 | 2000                                          |                                               | ?                                             | ?                                             |
| 2011 | 2011                                          |                                               | 189                                           | 189                                           |
| 2018 | 2018                                          |                                               | 221                                           | 221                                           |
| Datenquelle: Historisches Gemeindeverzeichnis für Hessen: Die Bevölkerung der Gemeinden 1834 bis 1967. Wiesbaden: Hessisches Statistisches Landesamt, 1968. Weitere Quellen: LAGIS; Stadt Bebra; Zensus 2011 |                                               |                                               |                                               |                                               |

### Historische Religionszugehörigkeit
| • 1885: | 154 evangelische (= 100 %) Einwohner                              |
| • 1961: | 169 evangelische (= 94,41 %), 10 katholische (= 5,59 %) Einwohner |

## Politik
Für Lüdersdorf besteht ein Ortsbezirk (Gebiete der ehemaligen Gemeinde Lüdersdorf) mit Ortsbeirat und Ortsvorsteher nach der Hessischen Gemeindeordnung.
Der Ortsbeirat besteht aus fünf Mitgliedern. Bei den Kommunalwahlen in Hessen 2021 betrug die Wahlbeteiligung zum Ortsbeirat 78,79 %. Alle Kandidaten gehörten der „Lüdersdorfer Wählergemeinschaft“ an. Der Ortsbeirat wählte Uwe Lindemann zum Ortsvorsteher.

## Kultur und Sehenswürdigkeiten

### Vereine
Im Ort gibt es derzeit vier aktive Vereine und eine Theatergruppe
- Freiwillige Feuerwehr
- Landfrauenverein
- Männergesangsverein Eintracht
- Tischtennisverein
- TheaterScheune Lüdersdorf

Neben der Organisation des eigenen Vereinslebens bemühen sich die Vereine auch einen Beitrag zum Dorfleben zu leisten. In jedem Jahr organisieren sie diverse Veranstaltungen, zum Beispiel ein Fest zur Maibaumaufstellung, ein Dorffest und eine Kirmes am November. Im Dezember gibt es einen Weihnachtsmarkt.

### Bauwerke
Im Lüdersdorfer Wald befindet sich eine Gedenkstätte für die ehemalige Wüstung Gertingers. Die Gedenkstätte besteht aus den ehemaligen Kirchensteinen der Wüstung und verfügt heute über eine Rastmöglichkeit.
Auf dem Hausberg der Hohen Buche befindet sich das gleichnamigen Jagdhaus. Es ist ein beliebtes Ausflugsziel für die Bevölkerung.